# Templetonia biloba
Templetonia biloba är en ärtväxtart som först beskrevs av George Bentham, och fick sitt nu gällande namn av Roger Marcus Polhill. Templetonia biloba ingår i släktet Templetonia och familjen ärtväxter. Inga underarter finns listade i Catalogue of Life.